# Магия отступника
«Магия отступника» (англ. Renegade's Magic) — третий и последний роман из трилогии «Сын солдата» (англ. Soldier Son Trilogy), автором которой является Робин Хобб. Был опубликован 2 июля 2007 года в издательстве Harper Voyager.
После публикации в США «Магия отступника» сразу попала в список бестселлеров The New York Times.

## Отзывы и критика
Книга была отмечена как положительными, так и отрицательными рецензиями. Рецензент SF Site пишет, что автор в полной мере демонстрирует свою «исключительную силу повествователя» и «успешно использует построение „рассказа в рассказе“, с помощью которого показывает происходящее в сознании Невара». Другой критик, напротив, счел этот роман одним из «самых неспешных» в его читательском опыте и добавил: «Я получил большое удовольствие от первых двух книг, но, поскольку темп оставался таким же медленным, моя любовь к ним немного уменьшилась». Чтение третьего романа он называет «тяжелой работой» и не самым лучшим окончанием серии.